# Renard du Bengale
Vulpes bengalensis
Espèce
Répartition géographique
Statut de conservation UICN

 LC  : Préoccupation mineure
Statut CITES
Le Renard du Bengale (Vulpes bengalensis) est une espèce de renards du genre Vulpes qui vit sur le sous-continent indien.

## Répartition et habitat
Le renard du Bengale est une espèce endémique au sous-continent indien, ce qui signifie qu'on ne la trouve qu'en Inde, et dans certaines régions du Népal, du Bangladesh et du Pakistan.
Il vit de préférence dans des habitats semi-arides, notamment les prairies. Il évite les forêts trop denses et les vrais déserts.

## Description
Cette espèce de renards est relativement petite. Son corps est long d'environ 50 à 60 cm, avec une queue d'une trentaine de centimètres. Il pèse généralement entre 2 et 4 kg. Son pelage est orange sablé, et la fin de la queue est noire.

## Alimentation
Comme la majorité des renards, il est omnivore. Il se nourrit principalement d'insectes (orthoptères, termites, fourmis, coléoptères), d'araignées, d'oiseaux et de leurs œufs (martin triste, moinelette croisée et francolin gris), de petits rongeurs (Millardia meltada, Mus booduga, Tatera indica), de lagomorphes (Lepus nigricollis), de reptiles (Ptyas mucosa) et de fruits (jujubier, margousier, manguier, Syizigium cumini et Ficus bengalensis).
Bien que le renard du Bengale vive en couple, il chasse seul.

## Communication
Les renards produisent une gamme de vocalises. Un long cri est le mode le plus commun d'échange vocal. Mais le renard peut gémir, geindre ou encore grogner.

## Reproduction
Après une période de gestation de 51 à 53 jours, la femelle donne naissance à une portée de 3 à 6 petits pesant entre 50 et 100 g.